# Stephen Puth
Stephen Carl Puth (Mánchester; 13 de abril de 1994) es un cantante y compositor británico. Firmó un contrato con la discográfica Arista Records en 2018 y hasta el momento ha publicado ocho sencillos: "Sexual Vibe," "Half Gone" "Look Away", "Crying My Eyes Out", " Watching you walk away", "Whose Arms (Ft. Sofía Reyes)", "Close your eyes" y "Roads runs out". "Puth empezó su carrera como compositor para otros músicos. 
Junto a su hermana melliza Mikaela, es hermano menor del también cantante estadounidense Charlie Puth.

## Educación y primeros años
Puth nació en Mánchester, Inglaterra, Reino Unido. Durante su último semestre, su hermano mayor, Charlie Puth le sugirió que comenzara a escribir canciones.
Se tomó un tiempo fuera de la universidad para trabajar a tiempo completo en finanzas, pero descubrió que a pesar de disfrutar con sus compañeros, no era muy bueno en el trabajo. Entonces comenzó como becario en una discográfica de Londres en la que usaba programas para editar música y escribía canciones para otros músicos.

## Carrera
Puth Empezó su carrera como compositor y firmó un contrato para un anuncio cuando después se le fue ofrecido un contrato de grabación.
Ha escrito canciones para The Vamps, Prettymuch, Daniel Skye, Jack & Jack y Stanaj.
Puth firmó con Arista Records en 2018. Publicó su sencillo debut, "Sexual Vibe" en diciembre de 2018. El productor David Massey empujó Puth a probar el canto.
Posteriormente, publica la balada "Half Gone" el 1 de marzo de 2019. El vídeoclip de la canción, el cual estaba inspirado en su hermano, fue publicado poco después.
Su siguiente sencillo, una canción pop, "Look Away"  fue publicado el 14 de junio de 2019, y su videoclip musical fue publicado el 26 de ese mismo mes. El vídeo fue dirigido por Jason Lester y fue grabado en un desierto a las afueras de Los Ángeles. Esta canción fue la primera que escribió y produjo junto a su hermano Charlie.
Puth ha sido telonero de Astrid S en sus conciertos de Los Ángeles y Nueva York.
El 22 de noviembre de 2019 publica su sencillo más aclamado, "Crying My Eyes Out"
El 15 de mayo de 2020 publica su sencillo más reciente, "Watching You Walk Away"

### Estilo
Durante su infancia, Puth era un enorme seguidor de Van Morrison, Dirigido Zeppelin, Los Beatles, Carly Simon, James Taylor, Otis Redding, y Bill Withers. 
Fue enseñado a tocar piano clásico junto a su hermano y aprendió por sí mismo a tocar la guitarra.

## Discografía

### Sencillos
| Título                  | Año  |
| ----------------------- | ---- |
| "Sexual Vibe"           | 2018 |
| "Half Gone"             | 2019 |
| Look Away               | 2019 |
| "Crying My Eyes Out"    | 2019 |
| Watching You Walk Away" | 2020 |

### Créditos
| Título       | Artista     | Año          | Contribución |
| ------------ | ----------- | ------------ | ------------ |
| Space        | Prince Fox  | 2017         | Compositor   |
| Conflicted   | Halestorm   | 2018         | Compositor   |
| I Don't      | Rozes       | 2018         | Cocompositor |
| I Want You   | Daniel Skye | 2018         | Compositor   |
| If I Want To | Goody Grace | 2020         | Compositor   |
| Desconocido  | The Vamps   | Por Publicar | Compositor   |